# Nacerdes decora
Nacerdes decora is een keversoort uit de familie schijnboktorren (Oedemeridae). De wetenschappelijke naam van de soort is voor het eerst geldig gepubliceerd in 1937 door Semenov-Tian-Shanskii & Arnoldi.